# Ratingen
Ratingen is een stad en gemeente in de Duitse deelstaat Noordrijn-Westfalen, gelegen in de Kreis Mettmann. De gemeente telt 86.899 inwoners (31 december 2020) op een oppervlakte van 88,72 km².

## Geschiedenis
Ratingen was een van de eerste steden in Duitsland waar de Industriële revolutie zich deed gelden. Reeds in 1784 werd er de eerste mechanische katoenspinnerij gebouwd, van de textielfabriek Cromford. Deze fabriek was in 1783 door Johann Gottfried Brügelmann opgericht. Deze industrieel uit het nabijgelegen Elberfeld kreeg van de Duitse keurvorst Karel Theodoor van Beieren het privilege 12 jaar lang als enige een dergelijke fabriek in het Rijnland te hebben. Dit was de eerste moderne fabriek op het Europese vasteland (d.w.z. na de eerste fabrieken in Noord-Engeland). Cromford Mill was de eerste water-aangedreven katoenspinnerij opgericht door Richard Arkwright in 1771 in de Midden-Engelse plaats Cromford in het graafschap Derbyshire, die model stond voor andere fabrieken in Lancashire, deze in Duitsland en ook elders in de Verenigde Staten.
Thans bevindt zich ter plekke een vestiging van het Industriemuseum Oberhausen van het Landesverband Rheinland dat diverse oude fabrieken en werkplaatsen beheert.
Door de plaatselijke aanwezigheid van zand ontstond er halverwege de 19e eeuw een ijzerindustrie. Daarna volgden andere fabrieken, zoals een papierfabriek, steenbakkerijen voor dakpannen en meerdere kalkbranderijen. Na de aanleg van diverse spoorlijnen die van de plaats een belangrijk verkeersknooppunt maakten, kreeg de industrialisering snel verdere gestalte: de Ruhrtal-Bahn in het oosten, die op 1 februari 1872 in gebruik werd genomen, en de in 1873 voltooide Westbahn, een concurrerende verbinding tussen het nabijgelegen Düsseldorf met Mülheim en Duisburg. In 1883 vestigde zich er de stoomketelfabrikant Dürr en in 1910 de vrachtwagenfabrikant Deutsche Lastautomobilfabrik AG (DAAG). Op 28 mei 1903 zou ook nog de Angertalbahn in gebruik worden genomen.

## Stadsdelen en kernen
- Breitscheid
- Eggerscheidt
- Homberg
- Lintorf
- Ost
- Ratingen-Hösel
- Schwarzbach
- Tiefenbroich
- West
- Zentrum

## Sport
Jaarlijks wordt in Ratingen de internationale meerkampwedstrijd (atletiek) Mehrkampf-Meeting Ratingen georganiseerd in het Stadion Ratingen.

## Stedenband
- Le Quesnoy, Frankrijk
- Maubeuge, Frankrijk
- Blyth Valley, Groot-Brittannië
- Vermillion, South Dakota, VS
- Kokkola, Finland
- Beelitz, Brandenburg, Duitsland
- Gagarin (Smolensk), Rusland
- Wuxi, Provinz Jiangsu, Volksrepubliek China

## Geboren in Ratingen
- Rüdiger Bertram (1967), schrijver van jeugdliteratuur
- Patty Gurdy (1997), zangeres, instrumentalist en vlogster

## Afbeeldingen

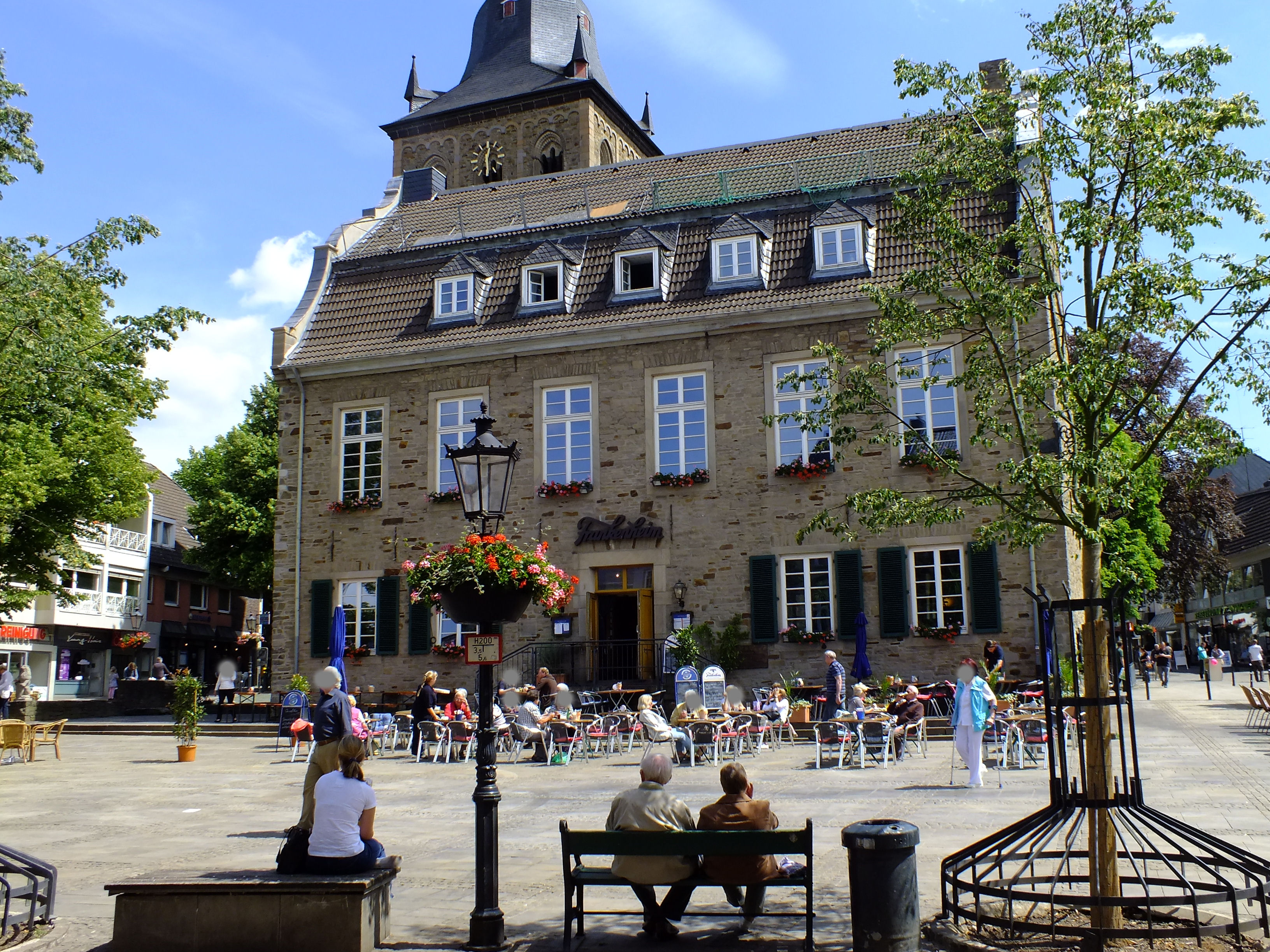
Bürgerhaus, Marktplatz
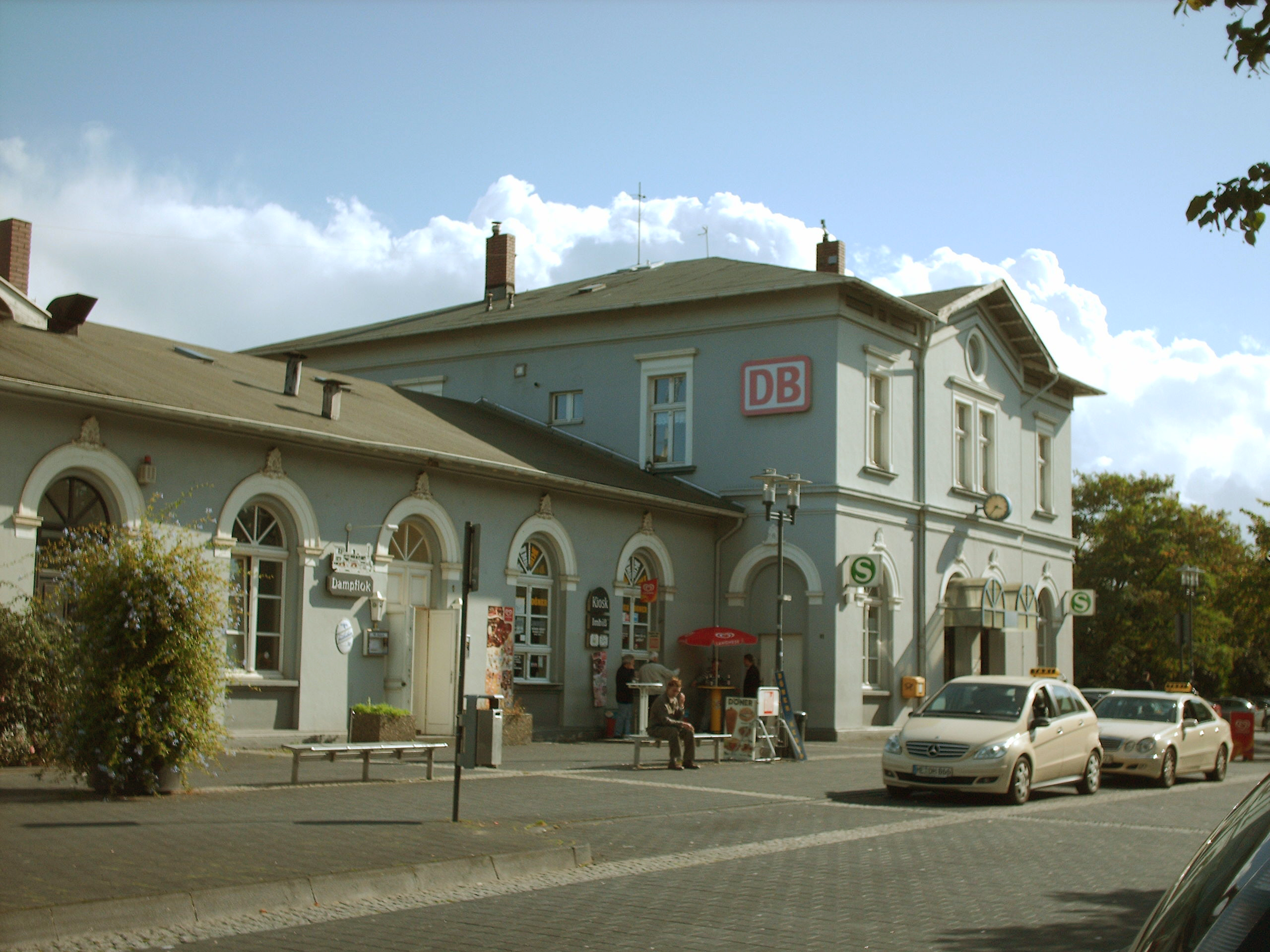
Station Ratingen Ost
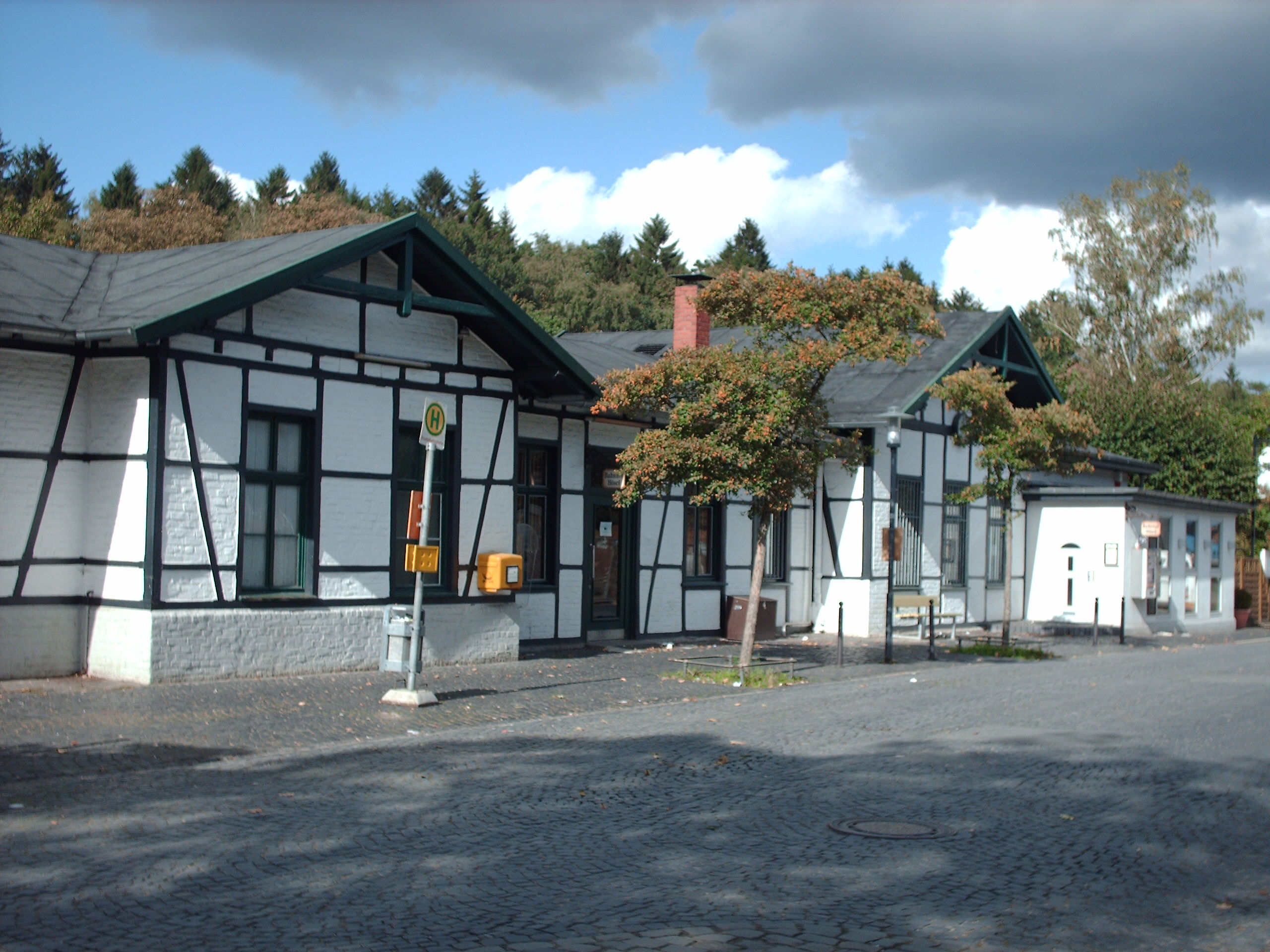
Station Hösel
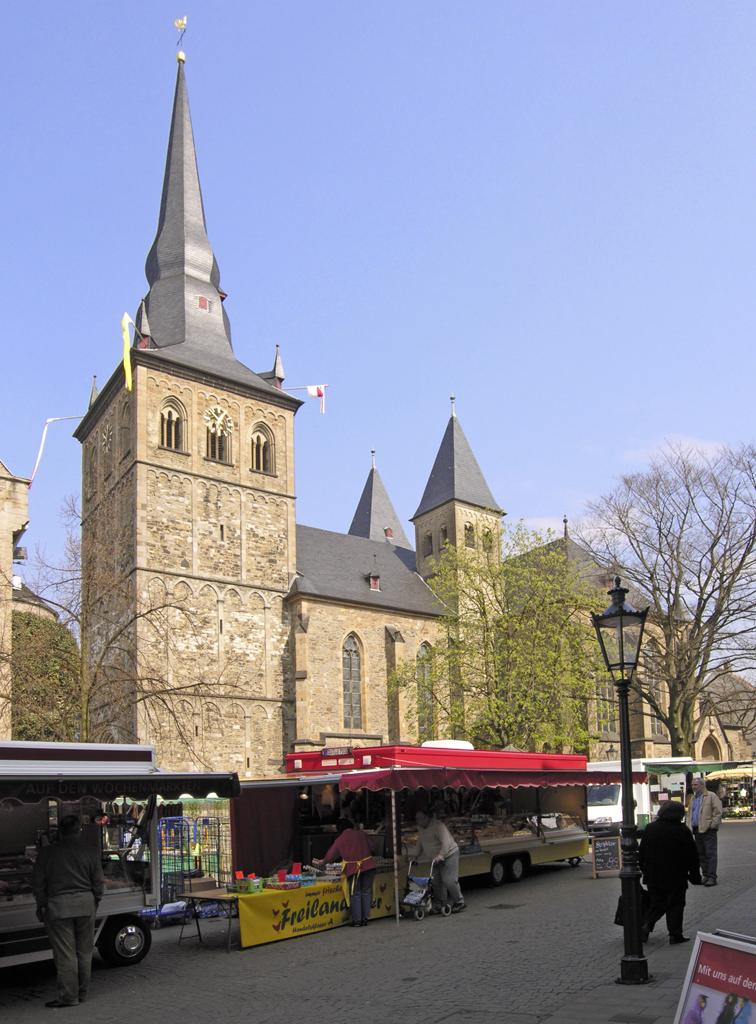
St. Peter und Paul
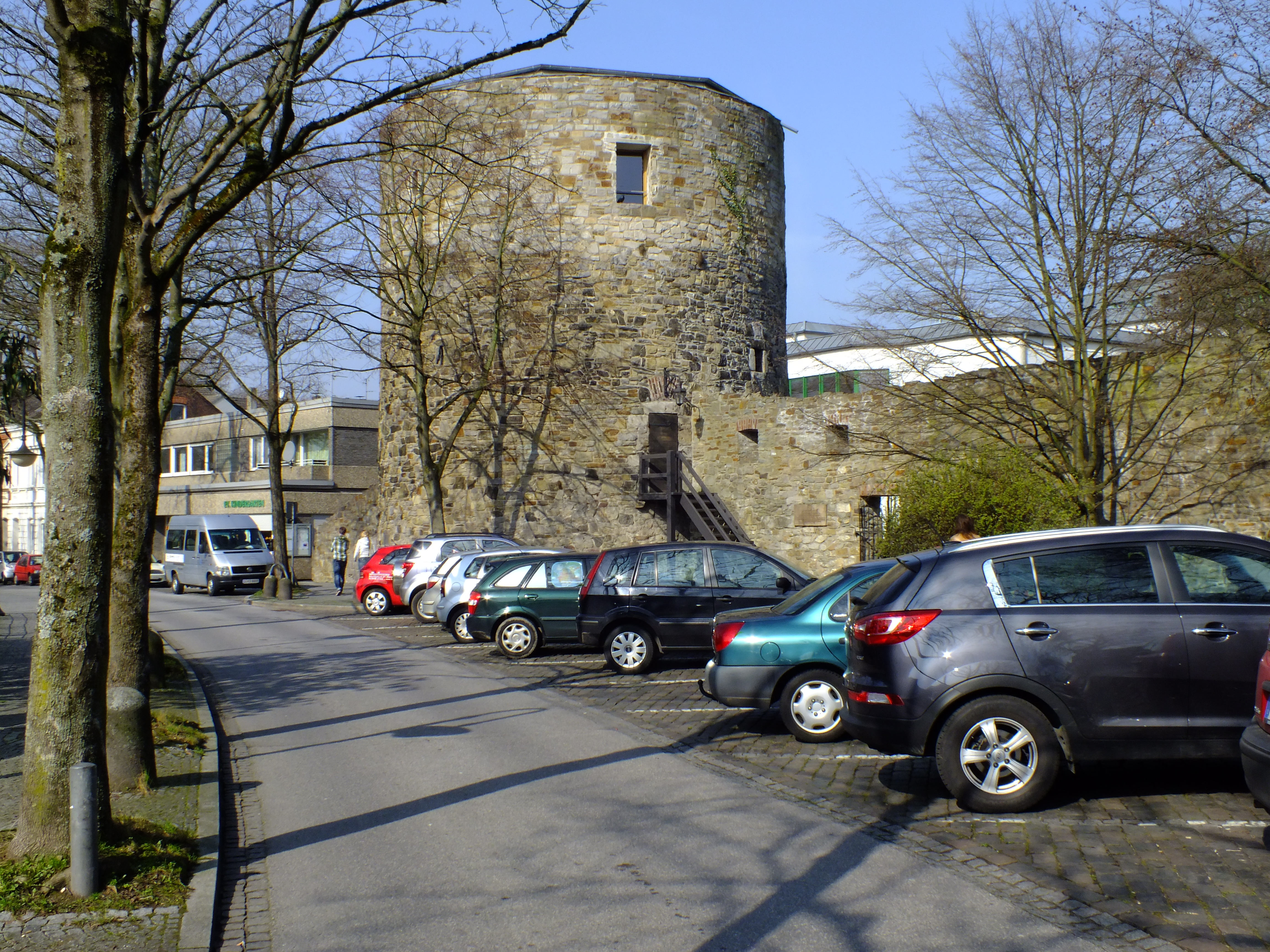
Dicke Turm
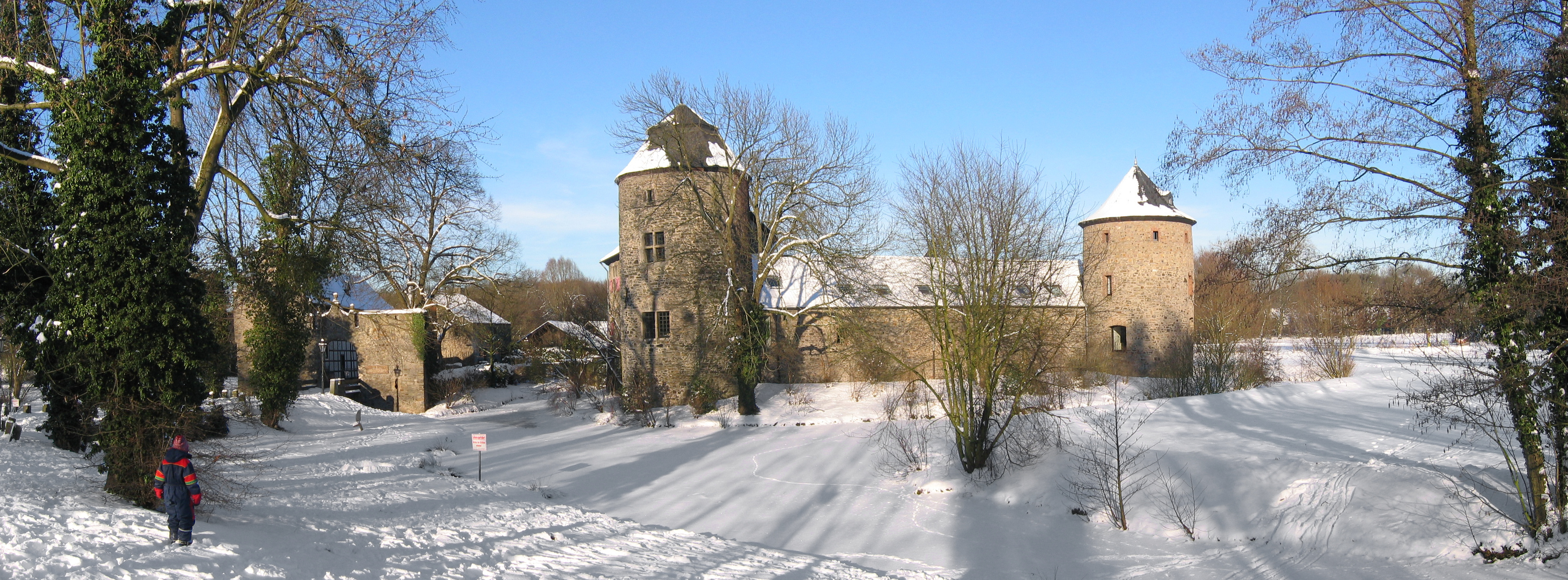
Haus zum Haus
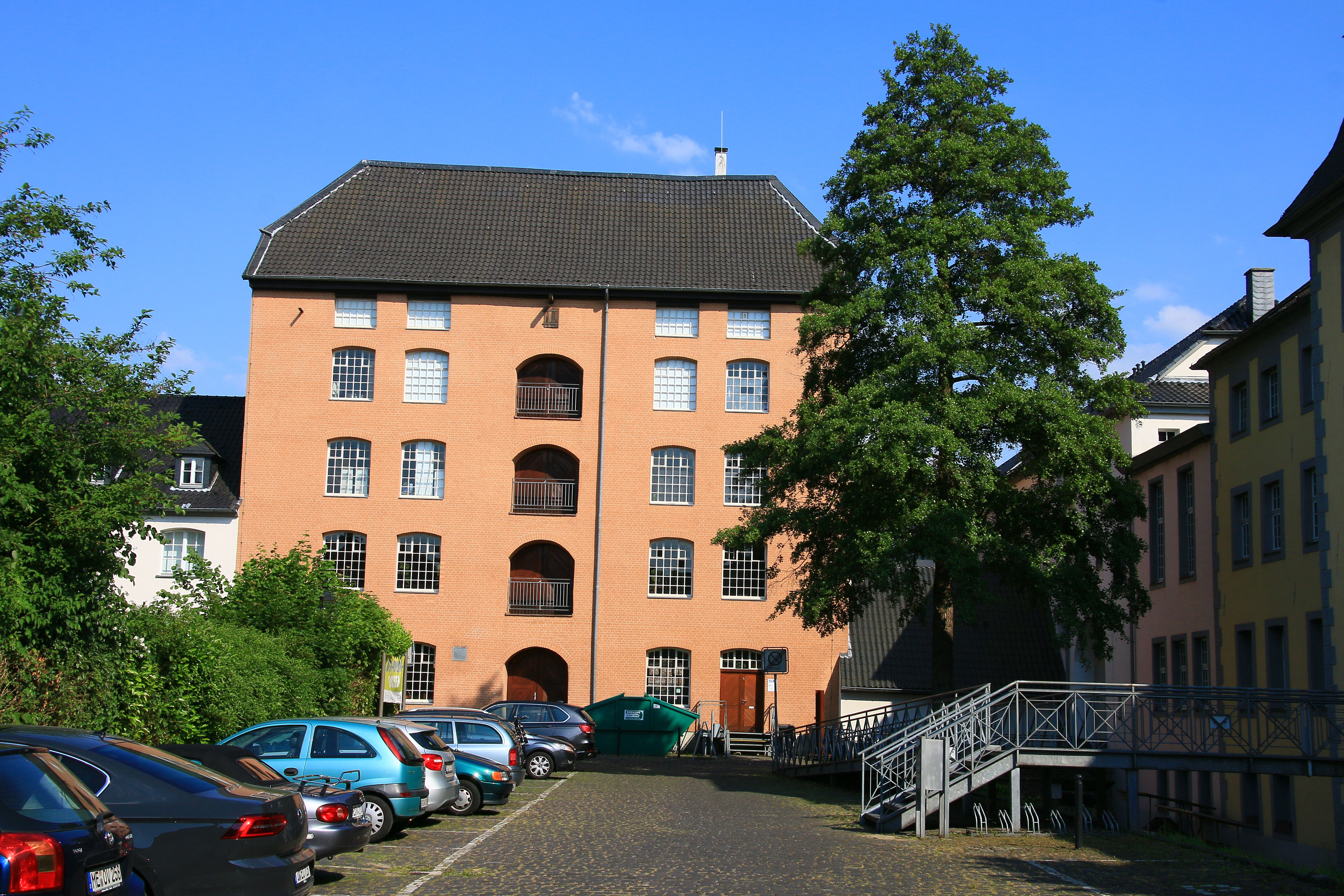
Industriemuseum Cromford

Erkrath · Haan · Heiligenhaus · Hilden · Langenfeld · Mettmann · Monheim am Rhein · Ratingen · Velbert · Wülfrath